# Valeyres-sous-Montagny
Valeyres-sous-Montagny – miejscowość i gmina (commune) w zachodniej Szwajcarii, w kantonie Vaud, w okręgu (district) Jura-Nord vaudois. Leży nad rzeką Brine. 

## Demografia
W Valeyres-sous-Montagny mieszkają 703 osoby. W 2021 roku 15,4% populacji gminy stanowiły osoby urodzone poza Szwajcarią.

## Transport
Przez teren gminy przebiega autostrada A5.